# Guusje Eijkmans
Guusje Eijkmans (18 april 1996) is een voetbalspeelster uit Nederland.
Zij speelde voor sc Heerenveen en Achilles '29 als aanvaller in de Vrouwen Eredivisie.

## Statistieken
| Seizoen | Club          | Land      | Competitie | Wedstrijden | Doelpunten |
| ------- | ------------- | --------- | ---------- | ----------- | ---------- |
| 2015/16 | sc Heerenveen | Nederland | Eredivisie | 1           | 0          |
| 2016/17 | Achilles '29  | Nederland | Eredivisie | 6           | 0          |
| Totaal  | Totaal        | Totaal    | Totaal     | --          | --         |

Laatste update: sep 2021